# Inhyeon
Inhyeon (1667-1701) est la deuxième épouse du roi Sukjong de Joseon et l'une des reines les plus connues de la Corée. L'histoire de sa vie est reprise dans de nombreuses œuvres coréennes de fiction.

## Biographie
Née dans le clan des Min de Yeoheung, elle est la deuxième fille de Min Yu-jung (1630-1687) et de sa deuxième femme, une Song d'Eunjin. Elle épouse le roi Sukjong en 1681 à l'âge de 14 ans.
Lorsqu'une concubine, Jang Ok-jeong (en), a un fils, Yi Yun, en 1688 et que le roi veut le reconnaître comme étant sont fils ainé, le nommer prince héritier et donner le titre de Hui-bin à sa concubine, une dispute sanglante éclate. Elle est connue sous le nom de la purge des lettrés de Gisa (en) (기사사화).
Le parti des Noron mené par Song Si-yeol s'y oppose et soutient la reine Inhyeon tandis que les Soron soutiennent la concubine Jang. Face à cette opposition, le roi se fache, fait tuer les meneurs dont Song Si-yeol, dépose la reine Inhyeong et l'envoie en exil avec sa famille. Jang devient Hui-bin puis troisième reine.
Elle est réhabilitée par le roi en 1694 et meurt d'une maladie inconnue en 1701 sans avoir eu d'enfants. Sa tombe se trouve à Myongreung, près de celle de son mari. Une de ses dames de compagnie a écrit un livre sur sa vie, il est appelé La Légende de la reine Inhyeon.
À sa mort, le roi accuse Jang et sa faction d'en être responsable et les fait assassiner.
- (en) Cet article est partiellement ou en totalité issu de l’article de Wikipédia en anglais intitulé « Queen Inhyeon » (voir la liste des auteurs).